# 林文生 (台灣)
林文生，曾任臺北縣瑞柑國小校長，也曾任新北市永和區秀朗國小校長，曾拿過100年師鐸獎，著有《特色學校的爭論及其再概念化的契機》、《生活課程的現象學反思》、《課程發展的新走向》等。

## 外部連結
- 新北市中和區秀山國民小學 校長簡介 （页面存档备份，存于）
- 跳脫修辭框架，自己開作文課 《親子天下》2012年4月號專訪 （页面存档备份，存于）
- 日研究：上課排排坐 教不出創意[永久]
- 九年一貫課程家長說明會　瑞柑國小校長林文生強調